# Peque (futbolista)
Gerard Fernández Castellano (Hospitalet de Llobregat, España, 4 de octubre de 2002), más conocido como Peque, es un futbolista español que juega de delantero en el Sevilla F. C. de la Primera División de España.

## Trayectoria
Nacido en Hospitalet de Llobregat, Barcelona, Cataluña, se unió a la configuración juvenil del U. E. Cornellà en 2011. En 2014, partió hacia el F. C. Barcelona; sin embargo, después de dos años regresó a Cornellà. Con 16 años, debutó con el Cornellà en la Copa Real Federación Española de Fútbol y posteriormente en la Segunda División B de España. El 5 de septiembre de 2019, volvió a La Masía, firmando un contrato de tres años, con opción a otros dos. El 9 de febrero de 2020, fue incluido en la convocatoria de Francisco Javier García Pimienta para un partido contra el Villarreal C. F. "B". Marcó en su debut con el F. C. Barcelona "B", jugando como titular en la derrota por 3-2 en casa.
El 7 de julio de 2022 se oficializó su incorporación al Racing de Santander por dos temporadas.
El 11 de julio de 2024 fichó por el Sevilla FC. ..

## Selección nacional
En febrero de 2020, recibió la convocatoria de la selección española sub-18 de Pablo Amo para un amistoso contra Dinamarca. Debutó el 26 de febrero como titular en una victoria por 2-1.

## Estadísticas

### Clubes
Actualizado al último partido disputado el 9 de noviembre de 2024.
| Club                         | Div.          | Temporada     | Liga  | Liga  | Copas nacionales | Copas nacionales | Copas internacionales | Copas internacionales | Total | Total |
| Club                         | Div.          | Temporada     | Part. | Goles | Part.            | Goles            | Part.                 | Goles                 | Part. | Goles |
| ---------------------------- | ------------- | ------------- | ----- | ----- | ---------------- | ---------------- | --------------------- | --------------------- | ----- | ----- |
| U. E. Cornellà · España      | 3.ª           | 2018-19       | 1     | 0     | 0                | 0                | —                     | —                     | 1     | 0     |
| U. E. Cornellà · España      | 3.ª           | 2019-20       | 1     | 0     | 0                | 0                | —                     | —                     | 1     | 0     |
| U. E. Cornellà · España      | Total club    | Total club    | 2     | 0     | 0                | 0                | 0                     | 0                     | 2     | 0     |
| F. C. Barcelona "B" · España | 3.ª           | 2019-20       | 6     | 1     | —                | —                | —                     | —                     | 6     | 1     |
| F. C. Barcelona "B" · España | 3.ª           | 2020-21       | 19    | 3     | —                | —                | —                     | —                     | 19    | 3     |
| F. C. Barcelona "B" · España | 1.ª F         | 2021-22       | 19    | 3     | —                | —                | —                     | —                     | 19    | 3     |
| F. C. Barcelona "B" · España | Total club    | Total club    | 44    | 7     | 0                | 0                | 0                     | 0                     | 44    | 7     |
| Racing de Santander · España | 2.ª           | 2022-23       | 23    | 1     | 1                | 0                | —                     | —                     | 24    | 1     |
| Racing de Santander · España | 2.ª           | 2023-24       | 40    | 18    | 1                | 1                | —                     | —                     | 41    | 19    |
| Racing de Santander · España | Total club    | Total club    | 63    | 19    | 2                | 1                | 0                     | 0                     | 65    | 20    |
| Sevilla F. C. · España       | 1.ª           | 2024-25       | 26    | 1     | 1                | 0                | —                     | —                     | 27    | 1     |
| Sevilla F. C. · España       | Total club    | Total club    | 26    | 1     | 1                | 0                | 0                     | 0                     | 27    | 1     |
| Total carrera                | Total carrera | Total carrera | 113   | 20    | 3                | 1                | 0                     | 0                     | 138   | 28    |

## Reconocimientos
- Trofeo Zarra de Segunda División (2023-24).